# Liste des drapeaux de Suisse D
Pour les communes suisses commençant par D. Pour plus d'informations sur les conceptions, s'il vous plaît lire l'article d'une commune. 

Daillens
Disentis/Mustér
Dizy
Dompierre (VD)